# Richard Frydenlund
Richard Cornelius Frydenlund (ur. 1 maja 1891 w Oslo, zm. 20 stycznia 1981 tamże) – norweski zapaśnik walczący w stylu klasycznym. Dwukrotny olimpijczyk, odpadł w czwartej rundzie w Sztokholmie 1912 i w trzeciej w Antwerpii 1920. Walczył w wadze lekkiej do 67,5 kg.
Brat Thorbjørna Frydenlunda, zapaśnika z igrzysk w Sztokholmie 1912.

## Letnie Igrzyska Olimpijskie 1912
| Konkurencja                | Runda grupowa          | Runda grupowa | Runda grupowa     | Runda grupowa          | Klas. końcowa |
| Konkurencja                | Przeciwnik I           | Przeciwnik II | Przeciwnik III    | Przeciwnik IV          | Miejsce       |
| -------------------------- | ---------------------- | ------------- | ----------------- | ---------------------- | ------------- |
| styl klasyczny, waga lekka | William Lupton (GBR) W | wolny los     | Jan Balej (BOH) P | Alfred Salonen (FIN) P | czwarta runda |

## Letnie Igrzyska Olimpijskie 1920
| Konkurencja                | 1/8                    | 1/4                    | Turniej o 3 miejsce    | Klas. końcowa |
| Konkurencja                | Przeciwnik             | Przeciwnik             | Półfinały              | Miejsce       |
| -------------------------- | ---------------------- | ---------------------- | ---------------------- | ------------- |
| styl klasyczny, waga lekka | Gustaf Nilsson (SWE) W | Taavi Tamminen (FIN) P | Frits Janssens (BEL) P | trzecia runda |